# فلاما
فلاما (اللَهَب) كان مجالد سوريًا في عهد الإمبراطورية الرومانية في عهد هادريان . وكان واحدا من الأكثر شهرة ونجاحا في عصره.

## تاريخه
لا يُعرف كيف أصبح فلاما مجالدا. ربما كان ثوريًا سوريًا أو مساعدًا رومانيًا غير راضٍ.[بحاجة لمصدر]</link> على الأرجح أنه أُجبر على العبودية ومن ثم إلى مدرسة المصارع . حارب بفئة سيكتور ، فئة من المجالدين في روما. وكان خصومه عادة retiarii . يُمنح المقاتلون التقاعد أو الحرية إذا أظهروا مهارة وشجاعة كبيرة؛ وبذلك تمت مكافأتهم بهراوة خشبية تُعرف باسم روديوس . حصل فلاما على جائزة روديوس أربع مرات، ولكن في كل مرة رفض هذه الحرية واختار أن يبقى مجالدا.   عدد المعارك التي شارك فيها فلاما أعلى من معظم المجالدين. العديد منهم لديهم أرقام أقل مثل Purricina Iuvenus (ILS 5107) الذي قاتل 5 مرات أو Glaucus of Modena (ILS 5121) الذي قاتل 7 مرات. قاتل فلاما 34 مرة وفاز في 21 مرة.  لقد وصل أيضًا إلى سن الشيخوخة بالنسبة للمجالد، حيث مات في سن الثلاثين بينما مات الكثيرون في أوائل العشرينات من عمرهم. 
يتضمن قبره في صقلية سجله ويقرأ باللاتينية : 
والذي يترجم على النحو التالي: "فلاما، سيكوتور ، عاش 30 عامًا، قاتل 34 مرة، فاز 21 مرة، تعادل 9 مرات، حصل على عفو 4 مرات، سوري الجنسية. ديليكاتوس (مجالد) صنع هذا لرفيقه المستحق- في الأسلحة."